# Liste von Nutzpflanzen
Die Liste der Nutzpflanzen enthält Pflanzenarten, die wildwachsend oder kultiviert als Nahrungspflanzen, Futterpflanzen, Pflanzen für technische Zwecke usw. genutzt werden.
In der folgenden Liste sind die Nutzpflanzen gegliedert nach den für die Ernährung wichtigen Inhaltsstoffen, nach ihrer Verwendung sowie nach ihrer technischen Nutzung. Ihre Einteilung orientiert sich an dem Buch Nutzpflanzenkunde: Nutzbare Gewächse der gemäßigten Breiten, Subtropen und Tropen.
Die Arzneipflanzen sind in Anlehnung an Gessner/Orzechowski (1974) nach den Hauptwirkstoffen zusammengestellt.

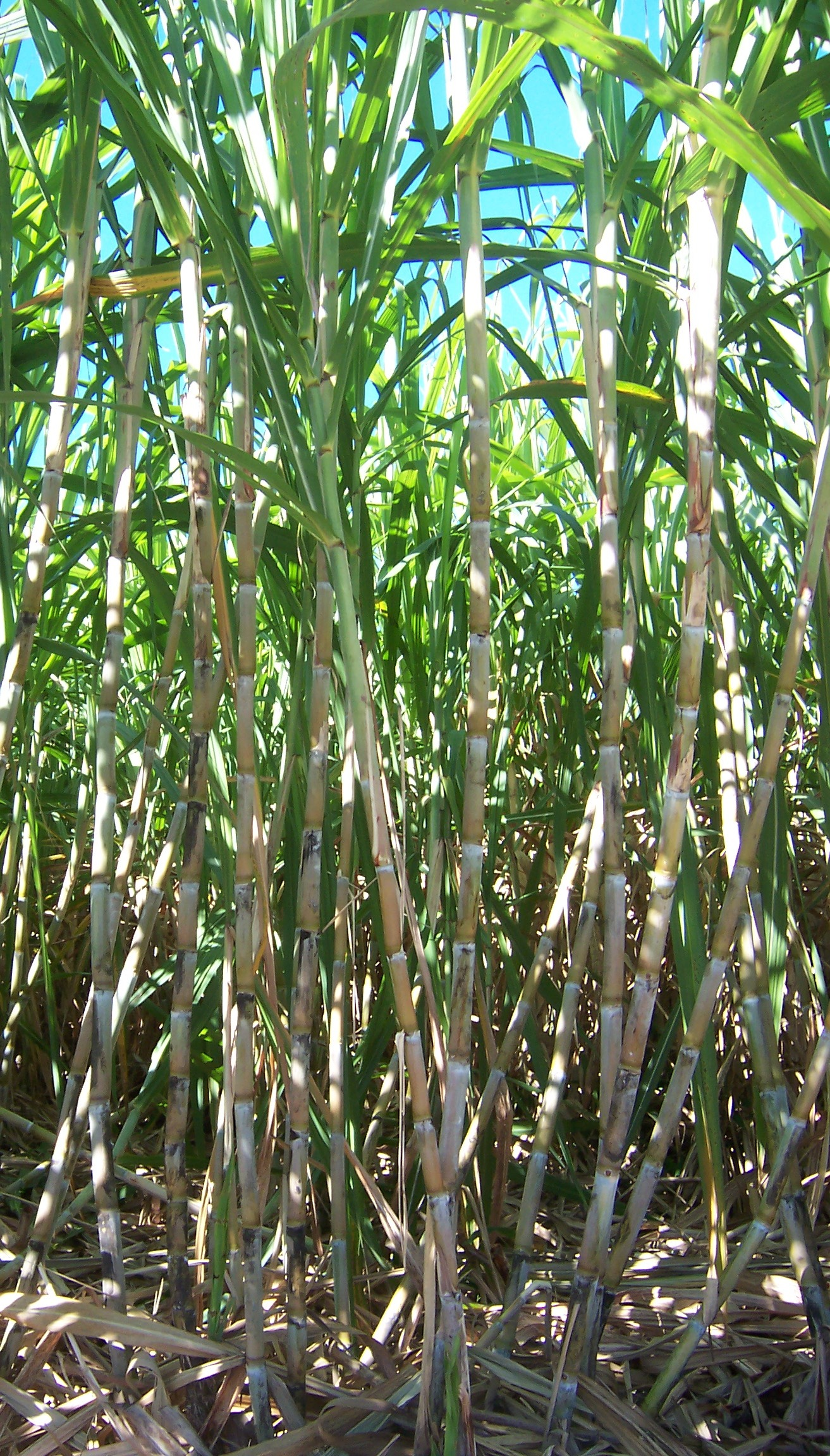
Zuckerrohr

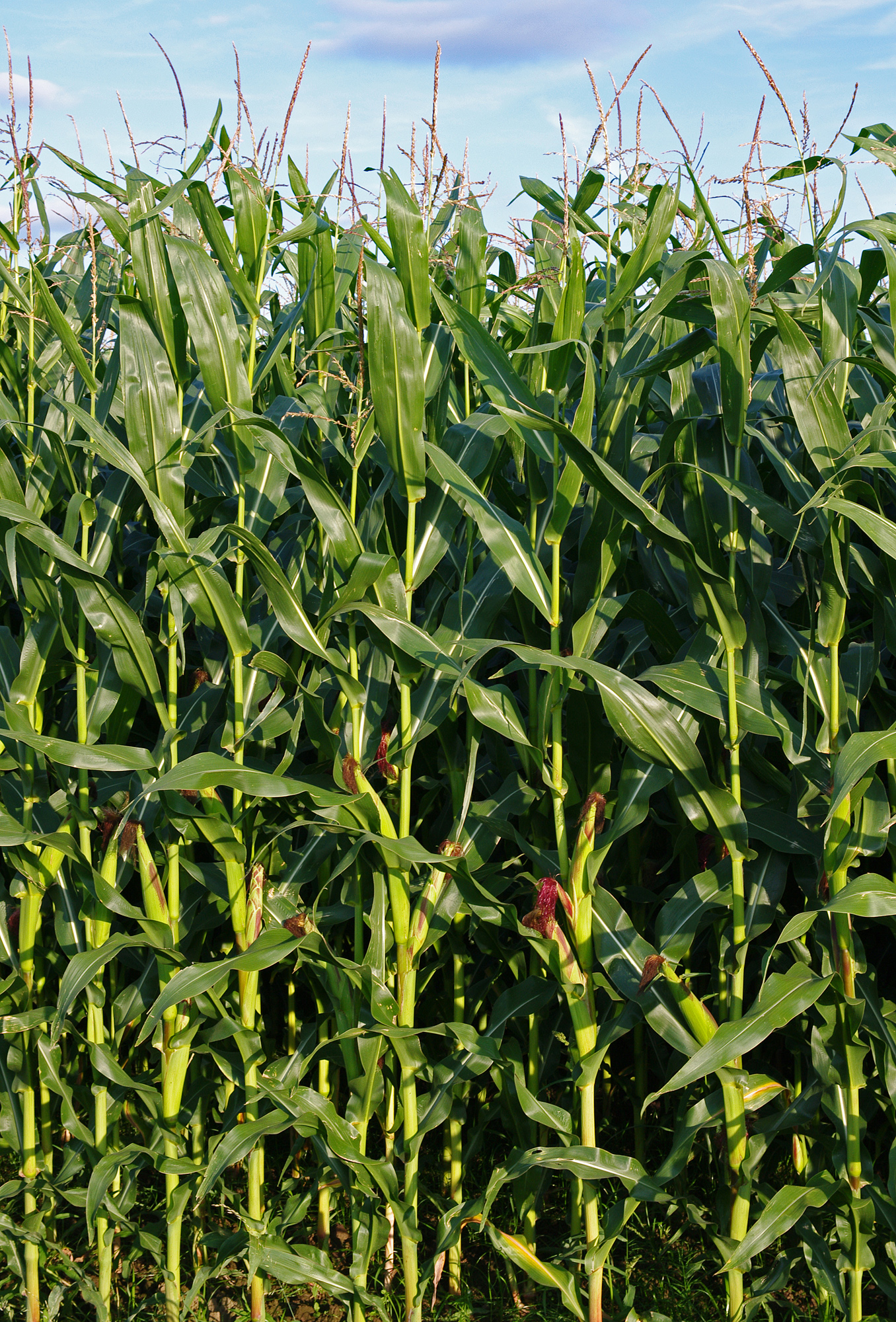
Maisfeld

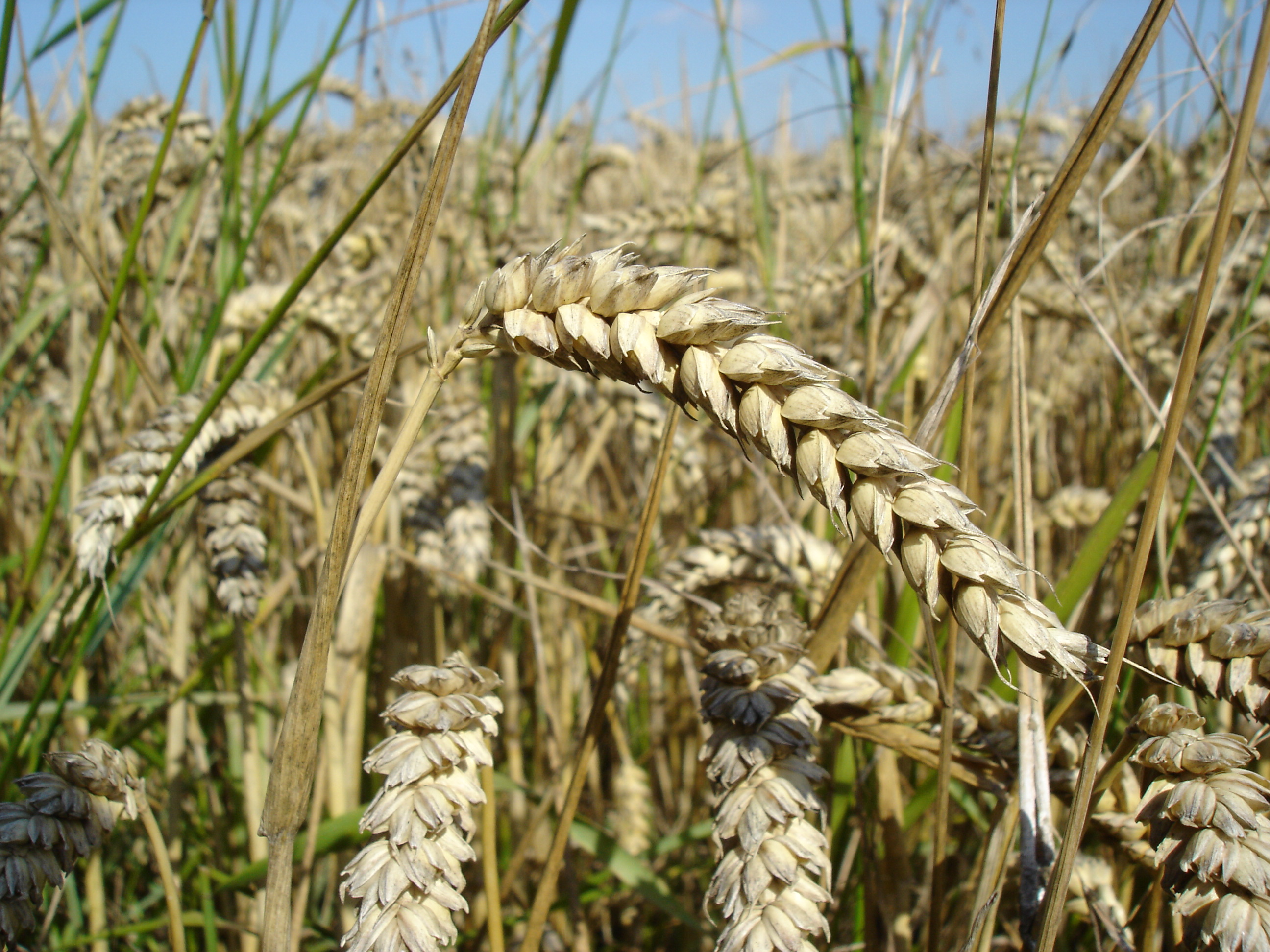
Weizenähren

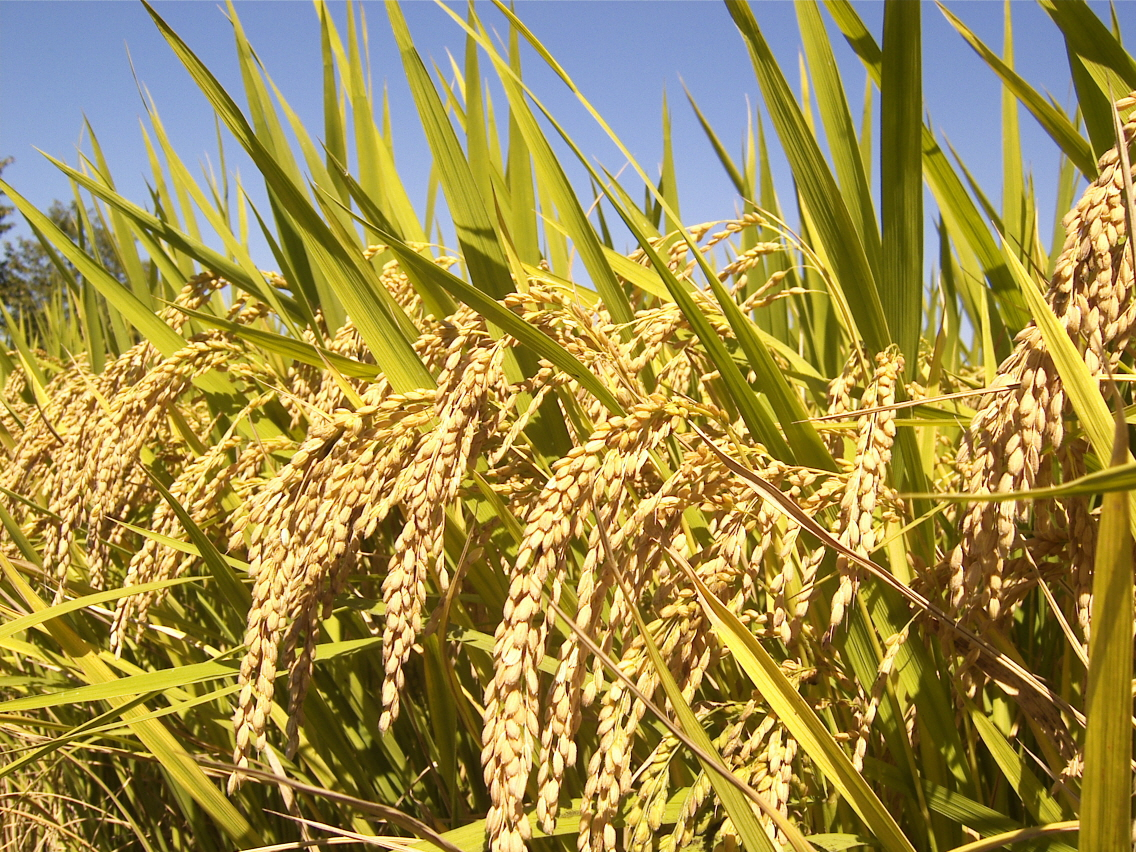
Reife Reisrispen

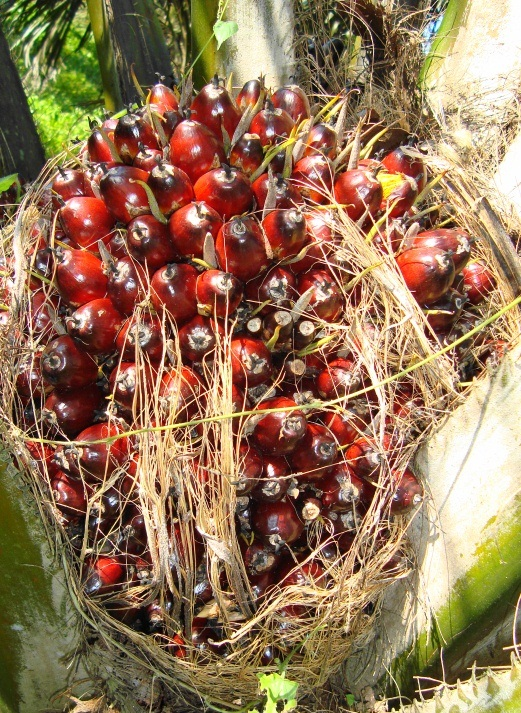
Ölpalmfrüchte

## Nahrungspflanzen
Nahrungspflanzen sind als Nahrungsmittel verwendbare Pflanzen. Da viele Pflanzeninhaltsstoffe (z. B. Zucker, Stärke, Pflanzenöle) sowohl als Nahrungsmittel als auch als Futtermittel, Bioenergieträger und Nachwachsender Rohstoff zur stofflichen Nutzung verwendet werden, werden viele der hier genannten Pflanzen als Nahrungspflanzen auch technisch als Nachwachsende Rohstoffe sowohl im stofflichen wie auch im energetischen Bereich genutzt. Dies betrifft vor allem Pflanzen, die für die Gewinnung von Kohlenhydraten (Zucker und Stärke), Pflanzenölen und -wachsen sowie Proteinen angebaut werden.

### Die wichtigsten Nahrungspflanzen nach Erntemenge
Laut Statistik der Ernährungs- und Landwirtschaftsorganisation der Vereinten Nationen (FAO) wurden 2022 etwa 9,56 Milliarden Tonnen Nutzpflanzen weltweit geerntet. Die Liste enthält 161 verschiedene Nutzpflanzen. Von den 20 wichtigsten Nahrungspflanzen wurden dabei insgesamt etwa 7,6 Milliarden Tonnen erzeugt.
| Rang | Frucht       | Menge (in t)  |    | Rang           | Frucht        | Menge (in t) |
| ---- | ------------ | ------------- | -- | -------------- | ------------- | ------------ |
| 1    | Zuckerrohr   | 1.922.059.851 | 11 | Gerste         | 154.877.140   |              |
| 2    | Mais         | 1.163.497.383 | 12 | Bananen        | 135.112.326   |              |
| 3    | Weizen       | 808.441.568   | 13 | Zwiebeln       | 110.616.270   |              |
| 4    | Reis, paddy  | 767.449.864   | 14 | Wassermelonen  | 99.957.595    |              |
| 5    | Ölpalmfrucht | 424.587.459   | 15 | Äpfel          | 95.835.964    |              |
| 6    | Kartoffeln   | 374.777.763   | 16 | Gurken 1       | 94.718.396    |              |
| 7    | Sojabohnen   | 348.856.427   | 17 | Yams           | 88.257.159    |              |
| 8    | Cassava      | 330.408.754   | 18 | Süßkartoffeln  | 86.410.355    |              |
| 9    | Zuckerrübe   | 260.998.614   | 19 | Orangen        | 76.410.037    |              |
| 10   | Tomaten      | 186.107.972   | 20 | Weintrauben    | 74.942.573    |              |
|      |              |               |    | Summe Top 20 2 | 7.604.323.471 |              |

### Kohlenhydrate liefernde Pflanzen

#### Stärke liefernde Pflanzen

##### Rüben, Knollen, Wurzeln, Rhizome
- Kartoffel, Maniok, Knollenbohne, Batate, Yamswurzel, Knollen-Platterbse, Arakacha, Knolliger Sauerklee, Knollige Kapuzinerkresse, Ulluco, Ostindische Pfeilwurz, Pfeilwurz, Achira, Taro, Tannia, Chayote, Yacón, Erdbirne

##### Oberirdische Sprossachsen
- Sagopalme

##### Samen
- Getreidepflanzen

Weltweite Produktion von Mais, Reis und Weizen 1990–2021, abgeleitet von FAOSTAT-Zahlen

  - Weizen (Dinkel, Emmer, Einkorn, Kamut), Gerste, Roggen, Hafer, Reis, Mais, Hirse (Zwerghirse, Fingerhirse, Rispenhirse, Kutkihirse, Weizenhirse, Foniohirse, Perlhirse, Kolbenhirse, Sorghum), Hiobsträne
- Pseudozerealien
  - Buchweizen, Amarant, Quinoa, Stachelseerose

##### Samen im Fruchtfleisch
Jackfruchtbaum, Okwabaum, Brotnussbaum

#### Zucker liefernde Pflanzen
(siehe Artikel Zuckerpflanze)
- Zuckerrohr, Zuckerrübe, Zuckerhirse, Zucker-Ahorn, Walddattelpalme, Honigpalme, Zuckerpalme, Palmyrapalme, Zuckerwurzel

#### Inulin liefernde Pflanzen
- Topinambur, Zichorie, Löwenzahn, Dahlie, Schwarzwurzel, Yacón, Kohldistel

### Protein liefernde Pflanzen
- Linse, Kichererbse, Juckbohne
- Erdbirne

#### Proteinreiche Samen
- Puffbohne, Feuerbohne, Buschbohne, Limabohne (Mondbohne), Teparybohne, Urdbohne, Mungbohne (Lunjabohne), Mottenbohne, Adzukibohne, Augenbohne (Kuhbohne), Reisbohne, Helmbohne, Pferdebohne, Erbsenbohne, Jackbohne, Schwertbohne, Goabohne, Samtbohne (Mucuna argyrophylla), Afrikanische Johannisbrotbohne, Mexikanische Chia, Lupine
- Sojabohne, Gartenerbse, Linse, Kichererbse, Juckbohne, Maramabohne
- Erdfrüchtige Leguminosen
- Erdnuss, Erderbse, Erdbohne

### Öl liefernde Pflanzen
- Raps, Sonnenblume, Lein, Öldistel, Rizinus, Hanf

#### Sprossknollen
- Erdmandel

#### Fruchtfleisch
- Ölpalme, Olivenbaum, Avocado

#### Samen
- Sojabohne, Raps, Rübsen, Sesam, Baumwollsamen, Lein, Schlafmohn, Ricinus, Tungölbaum, Oiticicabaum, Erdnuss, Hanf, Gemeine Hasel, Lambertshasel, Rotbuche, Mais, Sonnenblume, Kokospalme, Ölpalme, Babassupalme, Mandelbaum, Kakaobaum, Schibutterbaum, Walnuss, Arganie, Talerkürbis, Kemirinussbaum, Färberdistel, Crambe, Purgiernuss, Moringa oleifera

### Gemüse und Salat liefernde Pflanzen

#### Algengemüse und Pilze
- Wild wachsende Pilze
- Silberohr, Judasohr (Ohrlappenpilz), Speise-Morchel, Spitz-Morchel (oder Hohe Morchel), Krause Glucke, Pfifferling, Herbsttrompete, Semmel-Stoppelpilz, Schaf-Porling, Trüffel, Sommer-Trüffel, Burgundertrüffel, Kalaharitrüffel, Löwentrüffel, Perigord-Trüffel (oder Schwarze Trüffel, Wintertrüffel), Weiße Trüffel (oder Piemont-Trüffel).
- Gold-Röhrling, Butterröhrling, Kuh-Röhrling, Sand-Röhrling, Ziegenlippe, Rotfußröhrling, Maronen-Röhrling, Steinpilz, Birkenröhrling, Eichenrotkappe, Espenrotkappe, Birken-Rotkappe, Elfenbein-Röhrling, Flockenstieliger Hexen-Röhrling, Körnchen-Röhrling.
- Brätling, Edel-Reizker, Apfel-Täubling, Frauen-Täubling (oder Lilagrüner Täubling), Grünfeldriger Täubling, Fleischroter Speise-Täubling, Hallimasch, Grünling, Maipilz, Erdritterling, Violetter Rötelritterling, Schwarzfaseriger Ritterling (oder Grauer Ritterling), Samtfußrübling, Knoblauchschwindling, Nelken-Schwindling (oder Wiesenschwindling), Austern-Seitling, Parasol, Safranschirmling, Perlpilz, Anischampignon, Wiesen-Champignon (Feldegerling), Waldchampignon, Schafchampignon, Schopf-Tintling, Stockschwämmchen.
- In Kultur genommene Pilze
- Zuchtchampignon, Stockschwämmchen, Japanisches Stockschwämmchen (oder Chinesisches Stockschwämmchen), Shiitake, Samtfußrübling, Austern-Seitling, Brauner Kräuter-Seitling, Judasohr (Ohrlappenpilz), Reisstrohpilz, Silberohr, Riesen-Träuschling (Kulturträuschling), Schopf-Tintling.

#### Wurzelgemüse
- Haferwurzel, Möhre, Karotte, Pastinake, Gemeine Nachtkerze, Rettich, Schwarzwurzel, Weiße Rübe, Wurzelpetersilie, Yacón, Zuckerwurzel

#### Sprossgemüse
- Bambussprosse, Palmsprossen, Spargel

#### Knollengemüse
- Steckrübe, Radieschen, Kerbelrübe, Knollensellerie, Kohlrabi, Knollen-Ziest, Wasserkastanie, Yacón

#### Zwiebelgemüse
- Küchenzwiebel, Porree, Gemüsefenchel, Knoblauch

#### Blattstielgemüse
- Rübstiel, Meerkohl, Bleichsellerie, Cardy, Gemeiner Rhabarber

#### Blattgemüse und Blattsalate
- Weißkohl, Rotkohl, Wirsing, Rosenkohl, Chinakohl.
- Gartenkresse, Brunnenkresse, Bittere Kresse, Winterkresse, Löffelkresse, Kapuzinerkresse, Pfefferkraut.
- Kopfsalat, Schnittsalat, Römischer Salat, Winterendivie, Chicorée, Löwenzahn, Feldsalat
- Spinat, Gartenmelde, Mangold, Sauerampfer, Wasserspinat, Neuseeländer Spinat, Baumspinat, Chaya, Chayote, Kuba-Spinat, Rucola, Shiso, Guter Heinrich, Kohldistel, Strandflieder

#### Blütenstände als Gemüse
- Blumenkohl, Brokkoli, Romanesco, Artischocke

#### Samengemüse
- Esskastanie, Wassernuss

#### Fruchtgemüse
Als Fruchtgemüse werden essbare Pflanzenteile bezeichnet, die gemäß unterschiedlicher Definitionen einerseits Gemüse und andererseits Obst zugeordnet sind.

### Obst
Obst ist ein Sammelbegriff der für den Menschen genießbaren Früchte und Samen von meistens mehrjährigen Bäumen und Sträuchern, die zum größten Teil roh gegessen werden können.

### Süßstoff liefernde Pflanzen
- Süßholz, Süßkraut Stevia, Katemfe-Pflanze

### Gewürzpflanzen
Siehe auch: Liste der Küchenkräuter und Gewürzpflanzen nach botanischer Gliederung

#### Gewürzpflanzen, die vorwiegendätherische Öleenthalten
- Anis, Basilikum, Beifuß, Bohnenkraut, Borretsch, Dill, Eberraute, Engelwurz, Estragon, Fenchel, Galgant, Gewürznelken, Ingwer, Kerbel, Kardamom, Kalmus, Koriander, Kreuzkümmel, Kümmel, Kurkuma, Lavendel, Liebstöckel, Lorbeer, Majoran, Muskatnussbaum, Oregano, Petersilie, Pfefferminze, Piment, Portulak, Rosmarin, Safran, Salbei, Sellerie, Sternanis, Süßdolde (oder Myrrhenkerbel), Schwarzkümmel, Thymian, Vanille, Wacholder, Weinraute, Wermut, Ysop, Zimtkassie, Zitronenmelisse, Zitronenverbene

#### Gewürzpflanzen, die vorwiegend scharf schmeckendeAlkaloideenthalten
- Cayennepfeffer / Chili, Pfeffer

#### Gewürzpflanzen, die vorwiegendSenfölglykosideenthalten
- Meerrettich, Meerrettichbaum, Kapernstrauch, Weißer Senf, Schwarzer Senf

#### Schwefelhaltige Gewürzstoffe inAllium-Arten
- Schalotte, Knoblauch, Winterzwiebel, Schnittlauch, Bärlauch, Küchenzwiebel, Porree, Knoblauch-Schnittlauch, Duftlauch, Wunderlauch, Schlangenlauch, Kugelköpfiger Lauch

#### Gewürzpflanzen, mit säuerlich schmeckenden Stoffen
- Tripmadam, Sauerklee, Sauerampfer, Knolliger Sauerklee, Olivenkraut

#### Gewürzpflanzen, die vorwiegend Bitterstoffe enthalten
- Alant, Chinarindenbaum, Bitterdistel, Hopfen

#### CumarinhaltigeGewürzpflanzen
- Echter Steinklee, Waldmeister, Tonkabohnenbaum, Wohlriechendes Ruchgras, Mariengras

#### Gewürzpflanzen mit anderen Inhaltsstoffen
- Bibernelle, Schabzigerklee, Bockshornklee

## Genussmittelpflanzen

### Coffein- undtheobrominhaltigePflanzen
- Kaffeestrauch, Teestrauch, Kakaobaum, Kolabaum, Mate-Strauch, Guaraná

### Nikotinhaltige Pflanzen
- Tabak

## Drogenpflanzen
- Afrikanisches Löwenohr, Anadenanthera colubrina (Vilca), Anadenanthera peregrina (Yopo), Aztekensalbei, Banisteriopsis caapi, Betelnusspalme, Betelpfeffer, Bilsenkraut, Chacruna, Echinopsis lageniformis, Echinopsis peruviana, Engelstrompete, Hawaiianische Holzrose, Hanf, Iboga, Kanna, Kathstrauch, Kava, Kokastrauch, Kratom, Meerträubel, Muirapuama, Ololiuqui (Turbina corymbosa, Ipomoea violacea), Peyote, San-Pedro-Kaktus, Sandmalve, Schlafmohn, Sinicuichi, Stechapfel, Steppenraute, Tollkirsche, Traumkraut, Voacanga africana, Yohimbe

## Futterpflanzen

### Futtergräser
- Wiesen-Fuchsschwanz, Glatthafer, Wehrlose Trespe, Mais, Knaulgras, Wiesen-Schwingel, Rohrglanzgras, Wiesen-Lieschgras

### Futterleguminosen
- Luzerne, Klee, Hornklee, Esparsette, Futterwicke, Weißer Steinklee, Lupine

### Sonstige Futterpflanzen
- Runkelrübe, Topinambur, Yacón

### Gründüngungspflanzen
- Phacelia

## Technisch genutzte Pflanzen
Die Nutzung „technischer Pflanzen“ reichte bereits im Mittelalter von der Herstellung von Kosmetika, Farben, Klebstoff und Insektiziden im privaten Haushalt bis zur Gewinnung von Fasern, Farbstoffen, Gerbstoffen und Baustoffen aus feldmäßigem Anbau.

### Fasern liefernde Pflanzen (Faserpflanzen)

#### Fasern aus Haaren
- Baumwolle, Kapokbaum

#### Fasern aus Sprossachsen
- Faserlein, Nutzhanf, Fasernessel, Ramiepflanze, Jute, Abacá, Bambus

#### Fasern aus Blättern
- Manilahanf, Leopoldinia piassaba, Raphia-Arten, Strickpalme, Brennpalme, Sisal-Agave, Agave fourcroydes, Agave cantala, Furcraea foetida, Furcraea hexapetala (syn. Furcraea macrophylla), Neuseeländer Flachs, Zwergpalme, Espartogras, einige Sansevieria-Arten, Raphia farinifera, Kultivare von Ananas comosus[1]

#### Fasern aus Früchten
- Kokos

### Holz liefernde Pflanzen

#### Außereuropäische Nadelhölzer
- Flusszeder, Gelb-Kiefer, Mammutbaum, Hemlockstanne, Virginischer Wacholder, Sumpf-Kiefer, Afrikanische Bleistiftzeder

#### Außereuropäische, besondere tropische Laubhölzer
- Balsaholz, Abachi, Senbaum, Honduras-Mahagoni, Limba, Echtes Mahagoni, Iroko, Gelbbirke, Teakbaum, Zuckerbirke, Gambia-Mahagoni, Makore, Filzige Hickory, Palisander, Rio-Palisander, Eisenholz, Ebenholzbaum, Pockholzbaum

#### Holz von Monocotylen
- Bambus, Rattan

### Kork liefernde Pflanzen
- Korkeiche

### Gerbstoff liefernde Pflanzen
- Eiche
- Fichte

### Kautschuk, Naturharze, Balsame und Lack liefernde Pflanzen
- Kautschukbaum, Guttaperchabaum, Balatabaum, Kaugummibaum

### Wachs liefernde Pflanzen
- Balsam-Tanne, Mastixstrauch, Pockholzbaum, Kaurifichte, Lacksumach, Carnaubapalme, Jojoba, Wachsfeigenbaum

### Farbstoffe liefernde Pflanzen (Färberpflanzen, Färbepflanzen)
- Annattostrauch, Brasilholz, Blauholzbaum, Färber-Eiche, Hennastrauch, Indigostrauch, Rukustrauch, Perückenstrauch, Gelbholz, Sandelholz
- Färberwaid, Färberkrapp, Färberwau, Safranwurzel, Färberdistel, Färberkamille, Färber-Scharte, Kermesbeere, Rainfarn, Stockrose, Wiesen-Labkraut, Schminkwurz (Alkanna tinctoria), Guter Heinrich

### Insektizide liefernde Pflanzen
- Tubawurzel, Deguelia utilis und Lonchocarpus urucu (auch Fischgift: Barbasco), Bitterholzbaum (Quassia amara), Bauern-Tabak (->Anabasin), Niembaum (->Azadirachtin), Wucherblumen (gehörten früher zu den Chrysanthemen, ->Pyrethrum), Stemona, Veratrum nigrum, Wasserpfeffer (Polygonum hydropiper, -> 1,4-Cineol), Sonnwend-Wolfsmilch (Euphorbia helioscopia)

### Energie und Kraftstoffe liefernde Pflanzen
Biogas, Ethanol, Biodiesel, Öl und weitere Bioenergieträger aus Energiepflanzen;
- Energiemais, Kreuzblättrige Wolfsmilch, Kopaivabaum, Eucalyptus, Raps, Purgiernuss, Zuckerrohr, Jojoba, Riesen-Chinaschilf (Miscanthus x giganteus, Elefantengras), Durchwachsene Silphie

## Arzneipflanzen

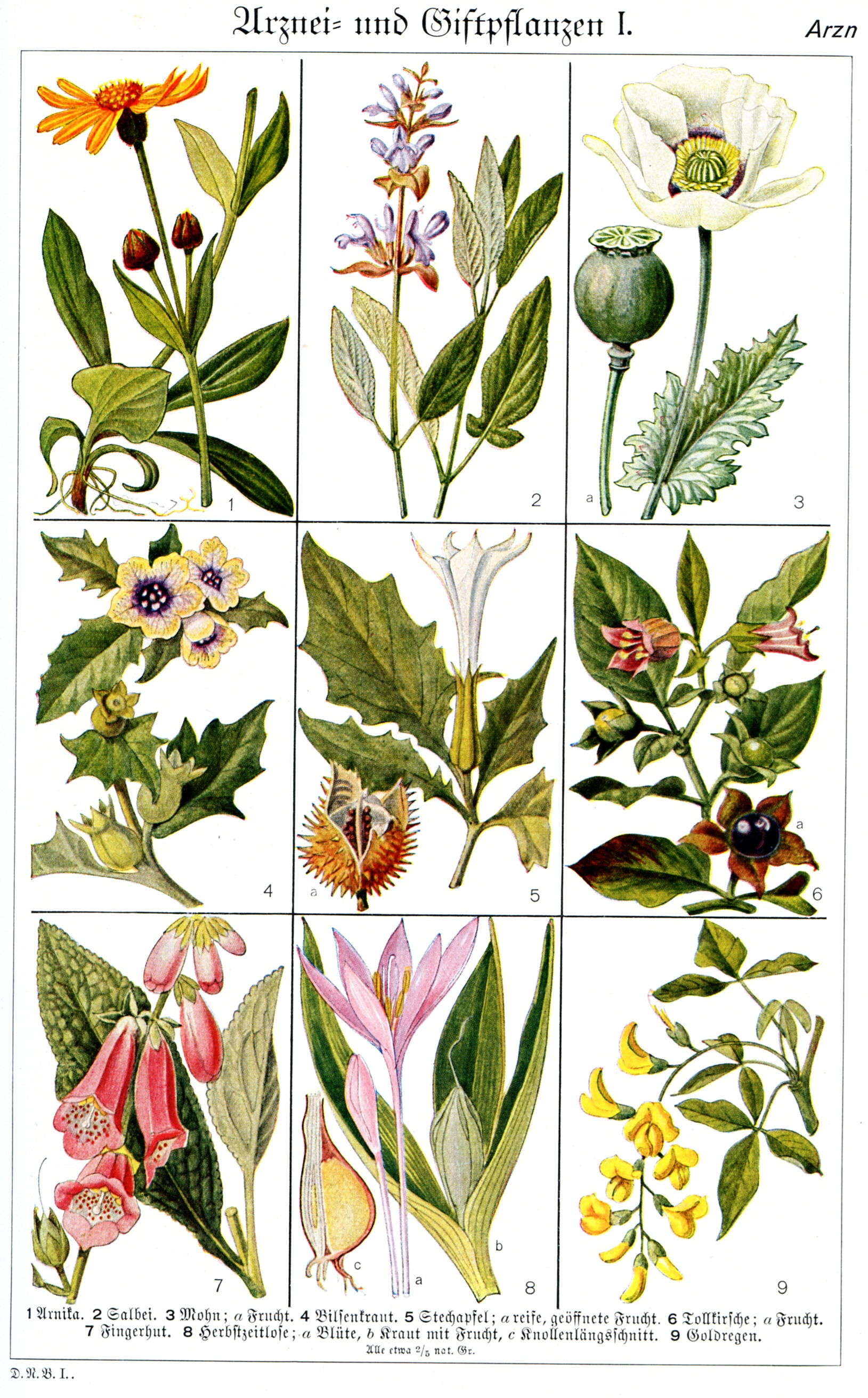
Arzneipflanzen im Brockhaus aus dem Jahr 1937

### Alkaloide als Hauptwirkstoffe enthaltende Pflanzen

#### Alkaloide acyclisch oder carbocyclisch
- Hirtentäschelkraut, Stinkender Gänsefuß, Geißraute, Schweizer Meerträubel, Spanischer Pfeffer, Sandmalve

#### Alkaloide heterocyclisch
- Gefleckter Schierling, Hundspetersilie, Wasser-Lobelie, Taumel-Lolch, Virginischer Tabak, Diptam, Tollkirsche, Bilsenkraut, Stechapfel, Besenginster, Gelbe Lupine, Goldregen, Färber-Ginster, Schlafmohn, Schöllkraut, Hohler Lerchensporn, Echter Erdrauch, Berberitze, Weißer Germer, Schwarzer Nachtschatten, Bittersüßer Nachtschatten, Echter Sturmhut, Gelber Sturmhut, Feldrittersporn, Buchsbaum, Eibe, Betäubender Kälberkropf, Beinwell, Echte Hundszunge, Kolben-Bärlapp, Tannenbärlapp, Akuamma, Voacanga africana, Yohimbe

### Glycoside als Hauptwirkstoffe enthaltende Pflanzen

#### Pflanzen mitSenföl-Glycosiden
- Schwarzer Senf, Weißer Senf, Echtes Löffelkraut, Brunnenkresse, Knoblauchsrauke, Schwarzer Winter-Rettich

#### Pflanzen mit Blausäure-Glycosiden
- Echte Mandel, Kirschlorbeer, Traubenkirsche

#### Pflanzen mit Anthra-Glycosiden
- Aloe (Aloe ferox, Liliaceae); Faulbaum (Rhamnus frangulae, Rhamnaceae); Cascararinde (Rhamnus purshianus, Rhamnaceae); Rhabarber (Rheum palmatum, Polygonaceae)

##### Pflanzen mit Emodin-Glycosiden
- Faulbaum, Kreuzdorn, Chinesischer Rhabarber, Rhapontik-Rhabarber

##### Pflanzen mit Di- und Trioxyanthrachinon-Glycosiden
- Färberröte

#### Pflanzen mit Herzglykosiden
- Roter Fingerhut, Gelber Fingerhut, Großblütiger Fingerhut, Wolliger Fingerhut, Maiglöckchen, Frühlings-Teufelsauge, Schwarze Nieswurz, Grüne Nieswurz, Oleander, Bunte Kronwicke, Goldlack

#### Pflanzen mit Saponinen
- Seifenkraut, Echte Schlüsselblume, Bittere Kreuzblume, Kornrade, Einbeere, Alpenveilchen, Efeu, Gewöhnliche Goldrute, Feld-Mannstreu, Stiefmütterchen, Wohlriechendes Veilchen, Sandbirke, Ausdauerndes Bingelkraut, Rosskastanie, Spargel, Echter Schwarzkümmel, Türkischer Schwarzkümmel, Braunwurz, Hafer, Mais, Waschnussbaum, Jiaogulan, Gotu Kola

#### Pflanzen mit Phenolglycosiden
- Bärentraube, Preiselbeere, Silber-Weide, Echtes Mädesüß, Echte Goldrute

#### Pflanzen mit Cumaringlycosiden
- Echter Steinklee, Waldmeister, Wohlriechendes Ruchgras, Horn-Labkraut, Esche

#### Pflanzen mit Flavonglycosiden (Flavonpflanzen)
- Heidekraut, Schlehe, Färber-Wau, Sanddorn, Sonnenblume, Echtes Leinkraut, Skabiosen-Flockenblume

#### Pflanzen mit Indoxylglycosiden
- Färberwaid

#### Weitere Glycoside enthaltende Arzneipflanzen
- Gnadenkraut, Rotfrüchtige Zaunrübe, Weiße Zaunrübe, Echte Zaunwinde, Schwalbenwurz, Seidenpflanze, Eisenkraut, Safran, Blut-Weiderich

### Gerbstoffe als Hauptwirkstoffe enthaltende Pflanzen
- Sommer-Eiche, Winter-Eiche, Ruhrwurz, Schlangen-Knöterich, Heidelbeere, Kleiner Odermennig, Großer Wiesenknopf, Wald-Erdbeere, Brombeeren, Wiesen-Frauenmantel, Sumpf-Blutauge, Hunds-Rose, Himbeere, Bach-Nelkenwurz, Echte Nelkenwurz, Wiesen-Storchschnabel, Wald-Storchschnabel, Kriechender Günsel, Schwarznessel, Kleine Brunelle, Heil-Ziest, Gundelrebe, Garten-Salbei, Acker-Skabiose, Sumpf-Herzblatt, Zweijährige Nachtkerze, Wald-Weidenröschen, Wassernuss, Echte Hauswurz, Wiesen-Flockenblume, Schwarz-Erle, Feldulme, Walnussbaum, Edelkastanie, Essigbaum.

### Ätherische Öle als Hauptwirkstoffe enthaltende Pflanzen
- Sand-Kiefer, Wacholder, Sadebaum, Abendländischer Lebensbaum, Rainfarn, Mutterkraut, Garten-Salbei, Wermut, Gemeiner Beifuß, Eberraute, Echter Alant, Wohlriechender Gänsefuß, Haselwurz, Kalmus, Sumpfporst, Arnika, Garten-Ringelblume, Erzengelwurz, Wald-Engelwurz, Wiesen-Bärenklau, Echte Kamille, Römische Kamille, Schafgarbe, Echter Thymian, Feld-Thymian, Fenchel, Anis, Kümmel, Koriander, Meisterwurz, Pfefferminze, Polei-Minze, Bohnenkraut, Echter Dost, Majoran, Melisse, Lavendel, Rosmarin, Bach-Nelkenwurz, Echte Nelkenwurz, Petersilie, Liebstöckel, Lorbeerbaum, Gartenraute, Wasserpfeffer, Kanadisches Berufkraut, Dornige Hauhechel, Möhre, Echtes Johanniskraut, Schwarzer Holunder, Winterlinde, Sommerlinde, Echter Baldrian, Kleiner Baldrian, Knoblauch, Bärlauch, Speise-Zwiebel, Damiana

### Stickstofffreie Bitterstoffe oder andere N-freie organische Substanzen Hauptwirkstoffe enthaltende Pflanzen
- Gelber Enzian, Echtes Tausendgüldenkraut, Bitterklee, Benediktenkraut, Wegwarte, Weißer Andorn, Wasserschierling, Rosmarinheide, Gift-Lattich, Hopfen, Hanf, Wurmfarn, Dorniger Schildfarn, Wald-Frauenfarn, Zypressen-Wolfsmilch, Kuhschellen, Scharfer Hahnenfuß, Gift-Hahnenfuß, Knolliger Hahnenfuß, Sumpfdotterblume, Trollblume, Aufrechte Waldrebe, Echte Waldrebe, Christophskraut, Becher-Primel, Gift-Sumach, Große Brennnessel, Seidelbast, Eberesche, Zweigriffeliger Weißdorn, Eingriffeliger Weißdorn, Wiesen-Lein, Löwenzahn, Deutscher Bertram, Bleicher Schöterich, Schlafbeere

### Stickstoffhaltige, nichtalkaloidische, nichtglycosidische Hauptwirkstoffe enthaltende Pflanzen
- Osterluzei, Herbstzeitlose, Mistel, Robinie, Gartenbohne

### Schleimstoffe als Hauptwirkstoffe enthaltende Pflanzen
- Manns-Knabenkraut, Echter Eibisch, Stockrose, Wilde Malve, Große Königskerze, Huflattich, Echtes Lungenkraut, Isländisches Moos, Deutsche Schwertlilie, Gemeiner Lein (Samen), Bockshornklee, Holzapfel (oder Wildapfel)

### Organische Säuren als Hauptwirkstoffe enthaltende Pflanzen
- Sauerampfer, Himbeere, Weinrebe

### Anorganica als Hauptwirkstoffe enthaltende Pflanzen
- Kieselsäurepflanzen: Acker-Schachtelhalm, Vogelknöterich, Gelber Hohlzahn, Echter Steinsame, Sand-Segge, Kanariengras
- Jodpflanzen: Blasentang, Brunnenkresse
- Salzpflanzen: Kali-Salzkraut, Queller
- Radium speichernde Pflanzen: Kleine Wasserlinse

### Vitamine als Hauptwirkstoffe enthaltende Pflanzen
- Hunds-Rose, Schwarze Johannisbeere

### Chemisch wenig oder nicht erforschte Hauptwirkstoffe enthaltende Pflanzen
- Gemeine Heckenkirsche, Roter Holunder, Zwerg-Holunder, Gemeiner Schneeball, Rainweide, Rotbuche, Blasenstrauch, Stechpalme, Pfaffenhütchen, Gefleckter Aronstab, Schlangenkraut, Mauerpfeffer, Trunkelbeere, Mariendistel, Sand-Strohblume, Gemeines Katzenpfötchen, Wasserdost, Artischocke, Wiesen-Kerbel, Gänsefingerkraut, Rundblättriger Sonnentau, Ufer-Wolfstrapp, Echtes Herzgespann, Gartenkürbis, Tüpfelfarn, Buchweizen, Kicherling, Sushni

### Pilze mit Arznei- oder Giftstoffen
- Grüner Knollenblätterpilz, Weißer Knollenblätterpilz, Frühlings-Knollenblätterpilz, Gelber Knollenblätterpilz, Fliegenpilz, Pantherpilz, Ziegelroter Risspilz, Frühjahrslorchel, Satanspilz, Kirschroter Spei-Täubling, Birkenreizker, Fleischroter Schirmling, Psilocybe spp., Mutterkornpilz

- Heilpilze, sogenannte Vitalpilze: Schopf-Tintling/Spargelpilz (Coprinus comatus), Klapperschwamm/Laubporling/Maitake (Grifola frondosa), Glänzender Lackporling/Reishi/Ling Zhi (Ganoderma lucidum), Shiitake/Pasaniapilz (Lentinula edodes), Judasohr/Holunderschwamm/Mu err (Auricularia polytricha oder Auricularia auricula-judae), Eichhase (Polyporus umbellatus), Igel-Stachelbart (Hericium erinaceus), Mandelpilz/brasilianischer Mandel-Egerling (Agaricus subrufescens oder Agaricus blazei murrill), chinesischer Raupenpilz (Ophiocordyceps sinensis), Schmetterlings-Tramete/Schmetterlingsporling (Trametes versicolor oder Coriolus versicolor)[6]